# Berenjeno
Se llama berenjeno a una pieza de corte triangular o trapezoidal, habitualmente fabricada en madera o poliestireno expandido, colocada dentro de un encofrado con la finalidad de achaflanar la construcción resultante. Por extensión, se llama también berenjeno al hueco dejado en la construcción por esta pieza, una vez desencofrada. De esta manera las esquinas de la construcción (normalmente, de hormigón) desaparecen, dificultando la aparición de grietas en esas zonas y el daño a las personas por contacto violento (golpes o rasponazos con las aristas vivas). También se utilizan estas piezas para crear juntas de dilatación-contracción y para crear goterones en piezas de hormigón.